# ドラゴンの後継者
『ドラゴンの後継者』（The Heir of the Dragon）はHBOのファンタジー・テレビドラマ・シリーズである『ハウス・オブ・ザ・ドラゴン』のシーズン1の第1話である。Ryan Coondalが脚本を書き、ミゲル・サポチニクが監督した。日本ではU-NEXTが配信した。

## あらすじ

### 〈ハレンの巨城〉
『ゲーム・オブ・スローンズ』の出来事の約200年前、ターガリエン王朝4代目の王であるジェヘアリーズ老王は二人の息子を亡くし、後継者を定めるために七王国中の数千の貴族による大評議会を〈ハレンの巨城〉に招集し、後継者の選択をゆだねる。長男の娘であり、孫の中で最年長のレイニス・ターガリエン王女と、男子の孫の中で最年長であるヴィセーリス・ターガリエンが有力な候補となるが、男子が優先されて後者が選ばれる レイニスの母を出したバラシオン家など有力諸侯は彼女を〈戴冠せざりし女王〉と呼び、支持し続ける。

### キングズランディング
ヴィセーリス王の戴冠から9年後、王妃エイマがもうけた子の中でレイニラ王女だけが生き延びている。エイマは再び妊娠し、男子後継者の生誕を信じるヴィセーリスは祝福のために馬上槍試合を開催する。ヴィセーリスとその内閣である小評議会を悩ませるのは、エッソスの自由都市ライス、ミア、タイロシュの連合である三頭市（トライアーキー）が〈踏み石諸島〉(ステップストーンズ)を占領し海上貿易を阻害していることと、自由気ままで敵の多い王弟デイモン王子である。デイモンは2000人の〈王都の守人〉の総帥となり、金のマントを着せ、罪人たちを裁判にかけず厳罰に処す。宰相である〈王の手〉であり、デイモンを敵視するオットー・ハイタワーはデイモンを解任すべきだと主張するが、ヴィセーリスは弟を擁護する。
レイニラと、親友でオットーの娘のアリセントは槍試合を見る。サー・クリストン・コールは多くの相手を破り、デイモンをも倒して怒らせる。クリストンはレイニラの”ひいき”の飾りを望み与えられる。出産の近づいたエイマはレイニラを呼び、女の勤めは子を産むことだと語る。
槍試合のさなか、エイマには陣痛が起き、難産となる。グランド・メイスター・メロスは、王妃を救うか、王妃と胎児の両方を失うかの選択を示す。ヴィセーリスは胎児の切開による摘出を命じるが、王妃と胎児はともに死ぬ。ターガリエン家の習慣に従い、二人はレイニスのドラゴンであるシアラックスの噴く炎で火葬にされる。オットーは、政敵であるデイモンが大評議会の男子優先方針に従って後継者となることを恐れ、レイニラを後継とすることを王に進言するも退けられる。その夜、デイモンは金マントたちを娼館に連れて行き、祝宴をあげて亡き胎児を「一日限りの世継ぎ」と嘲る。報告を聞いて激怒したヴィセーリス王は弟を〈鉄の玉座〉の部屋に呼び叱責する。デイモンはオットーのような野心家の臣から兄を守って来ただけだと弁解し、自分を〈王の手〉にしなかった兄を批判する。怒りのおさまらないヴィセーリスは、レイニラを世継ぎにすると宣言する。
ヴィセーリス王はレイニラを呼んで世継ぎにすることを伝え、王と世継ぎにだけ伝えられる秘密を打ち明ける。初代エイゴン征服王は、単に肥沃なウェスタロスを征服したかったわけではなく、いずれ北方より「大いなる冬」がやってきて人の世を終わらせると言う予知夢「氷と炎の歌」を見て、七王国を統一・団結させることを決意したのだと語る。ヴィセーリス王は有力諸侯を集めてレイニラに忠誠を誓わせる。デイモンはドラゴン”カラクセス”に乗ってキングズランディングを飛び立つ。
1. ↑  原作では、王自身の選択により、まだ存命だったヴィセーリス王子の父ベイロン王子が、男子優先原則を理由として、嫡男の娘であったレイニス王女を差し置いて選ばれる。ベイロン王子の死により開かれた大評議会では、ヴィセーリス王子とレイニス王女の幼少の息子レーナ―・ヴェラリオンの二人が有力な候補となる。嫡男の血筋ではあるが女系のレーナ―を差し置き、ヴィセーリスが選ばれる。
2. ↑  原作では、アリセントはレイニラより10歳程度年長であり親友ではない
3. ↑  原作にはこのような予言への言及はない

## 評判

### 視聴者数
HBOは放送およびHBO Maxによる配信での同時視聴者合計が9.986百万人であったと発表した。ニールセンが発表した放送視聴者数は2.17百万人であった。

## 参照
1. ↑  “‘House of the Dragon’ premiere sets HBO record with nearly 10 million viewers”. MarketWatch (2022年8月22日). 2022年8月22日時点のオリジナルよりアーカイブ。2022年8月22日閲覧。
2. ↑  Salem, Mitch (2022年8月23日). “ShowBuzzDaily's Sunday 8.21.2022 Top 150 Cable Originals & Network Finals”. ShowBuzzDaily. 2022年8月23日閲覧。